# Аннополь (Хмельницкая область)

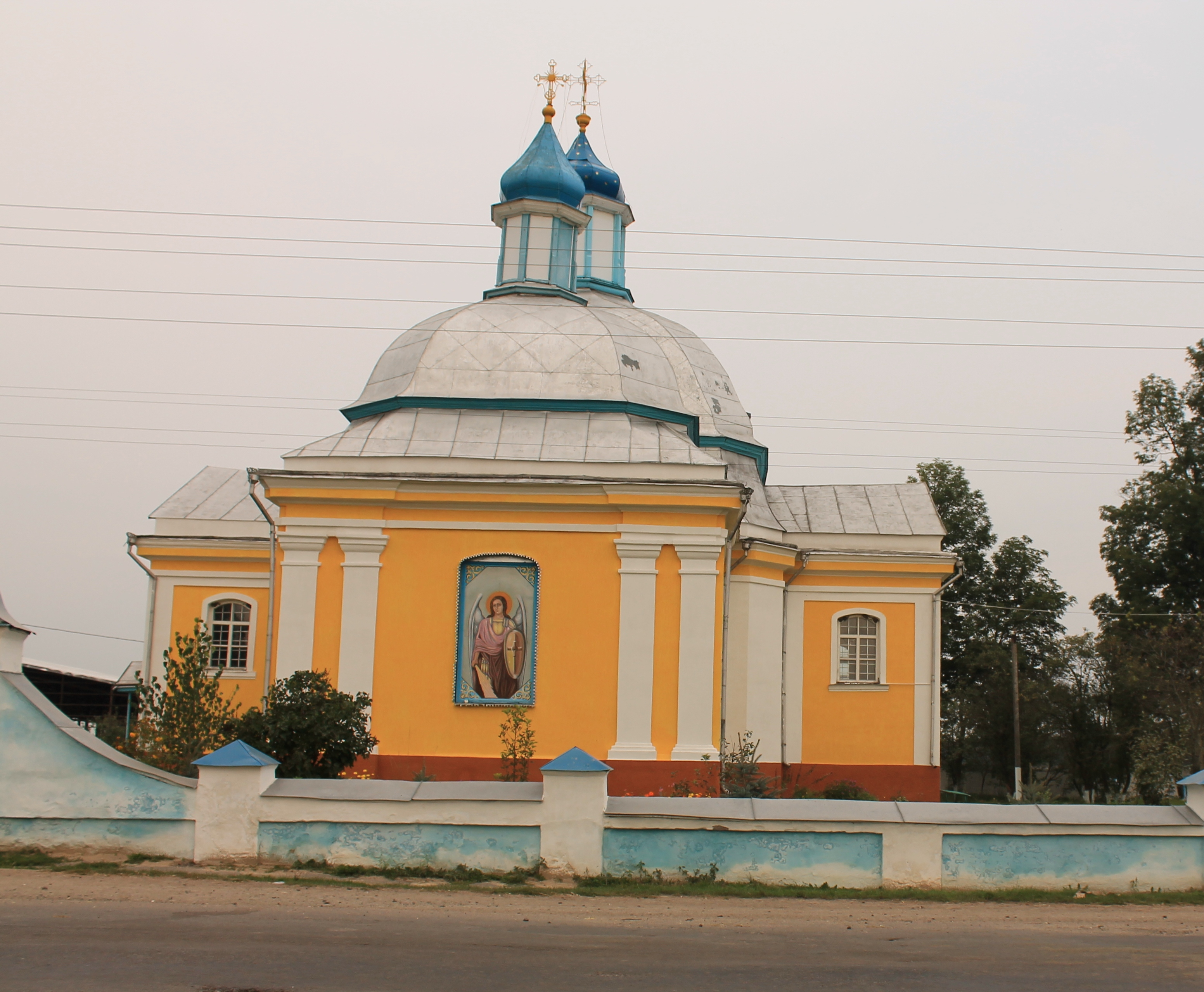
Свято-Михайловская церковь 1778 года постройки

Аннопо́ль (укр. Ганнопіль) — село в Шепетовском районе Хмельницкой области Украины.

## История
Исторические документы, в которых есть сведения о селе Аннополь, содержат упоминания князей Острожских Януша и Александра, и  связанны с передачей в их владение в 1602 году села  под названием Глинники. В 1761 году село согласно с Магдебургским правом получило от польского короля Августа III статус местечка, привилегии на проведение ярмарки и нынешнее свое название. Названо оно было в честь княжны Анны Сангушко-Ковельской (1739—1766) дочери маршалка великого литовского П. К. Сангушко. Она была женой князя Антония Барнабы Яблоновского (1732—1799), владельца на тот момент Аннополя. За время владения местечком, князь Яблоновский построил в предместье свой дворец и разбил огромный парк. Им же была построена униатская церковь, предположительно в 1778 году.
С 1770-х годов Аннополь играл заметную роль в движении хасидизма. В местечке жили Дов-Бер из Межерича и его сын Авром «Га-Малах» («Ангел»), ставший впоследствии цадиком в Фастове, а также учился Шнеур Залман из Ляд. После смерти Дов-Бера в Аннополе поселился его ученик и последователь Мешуллам Зуся Аннопольский. Могилы Дов-Бера и Мешуллама Зуси, на разоренном в годы Великой Отечественной войны еврейском кладбище, являются местом паломничества хасидов. Согласно с историческими данными, в 1784 году в Аннополе проживало 215 евреев, в 1847—1626, в 1897—1812 (82 %), в 1923—1008, в 1926—1278 (67,4 %), в 1931—1280 евреев.
В результате второго раздела Речи Посполитой, в 1793 году территория, на которой находилось местечко Аннополь, вошла в состав Российской империи.
В присутствии Великого князя, цесаревича Константи́на Па́вловича в 1820 году в Аннополе проводился смотр Литовского корпуса.
В 1821 году, после пожара Острожского монастыря (по другим сведениям пожар произошёл в 1823 году), Стефан Романовский, епископ Волынский, избрал Аннополь своим местопребыванием и перенёс сюда духовную православную семинарию: «перемещена в м. Аннополь и находилась здесь в конюшнях князя Яблоновского, владельца Аннопольского, а в 1836 году была переведена в г. Кременец в полицейские здания».
При местном костеле до 1832 года существовал кармелитский монастырь.
Аннополь был расположен на перекрестке торговых путей: Острог — Новоград-Волынский и Славута — Корец. Это способствовало его быстрому заселению, особенно еврейским торговым населением. На левом берегу реки возник торгово-ремесленный городок с еврейским, польским и украинским населением. Возникли кустарные мастерские, еврейская суконная фабрика, два кожевенных завода, паровая мельница, трактир. 11 раз в год проходила ярмарка, а базары — каждую среду. Торговали хлебом, скотом, ремесленными изделиями.
В сентябре 1847 года, Аннополь проездом из Парижа в Киев посещал Оноре де Бальзак. В своих очерках в форме письма «Письмо о Киеве» он упомянул «маленький городок Аннополь», в который, по его воспоминаниям, он «прибыл около шести вечера». «То и дело на глаза мне попадались крестьяне и крестьянки, которые весело и беззаботно, едва ли не с песнями, шли в поля трудиться или возвращались домой» — писал Бальзак. Рассуждая об этом, он дальше писал: «русский крестьянин в сотню раз счастливее, чем те двадцать миллионов, что составляют французский народ».
В 1866 году, согласно "Ведомости ......", местечко Аннополь выплачивало 90 рублей налогов.
После князей Яблоновских Аннопольское имение переходило к разным его наследников: Ленкевичам, Четвертинским. А в 1881 году это поместье, состоящий из 4-х поместий с земельной площадью 2 тыс. десятин, купил отставной генерал-майор Владимир Помпеевич Ивков, который пытался приспособить фольварковое хозяйство к товарно-денежным отношениям. Помещик завел скот, инвентарь, построил для батраков примитивные жилые помещения.
Для реализации сельскохозяйственной продукции в 1898 году построена винокурня, паровая мельница. Ещё раньше был построен кирпичный заводик. Помещик строил подвалы и торговые помещения и сдавал их в аренду еврейскому населению.
В конце XIX века население Аннополя насчитывало 2,000 жителей, большинство которых были евреями. В городке была деревянная синагога, паровая мельница, фабрика простого крестьянского сукна и церковно-приходская школа.
В 1911 году в Аннополе проживало 2 463 жителей. Тогда в городке было волостное управление, мещанская управа, земская почтовая станция, одноклассная школа, земская больница, убежище для крестьян, 2 акушерки, аптека, 48 лавок и 6 заездных домов. Винокурня с продукцией 38 457 ведер водки в год.
До 1917 года на территории Аннополя размещался полицейский стан, как административно-полицейская единица в составе Острожского уезда. А до 1921 года оно входило в состав Аннопольской волости Острожского уезда.
После Октябрьского вооружённого переворота в Петрограде, советскую власть в селе установили не скоро. Старую волостную земскую управу превратили в исполком. В июне 1919 года Островский уездный ревком назначил первым председателем Аннопольского исполкома Ивана Филипповича Шевчука.
Весной 1920 года село стало ареной ожесточенных боев будённовцев против польских войск. В июле того же года Первая конная армия выбила польские войска из Аннополя. Семён Будённый лично провёл некоторые мероприятия по установлению советской власти в селе. Много крестьян ушло добровольцами в ряды красных войск.
В 1921 году в Аннополь и приселках жили 1 671 православных, 222 римо-католиков и 1970 евреев, было 214 дворов.
После окончания гражданской войны, в 1921 году, организовано Аннопольский район, в который входило 38 населенных пунктов, которые объединились в 5 сельских советов. На 1 января 1923 года в районе проживало 30789 человек, дворов было 5666.
Секретарем партрайкому был П. А. Лукащук. 10 мая 1923 года создана сельская комсомольская ячейка, 6 сентября — сельская партийная ячейка, в октябре — районный комитет малоимущих крестьян.
С 1923 по 1931 год Аннополь был районным центром Шепетовского округа УССР.
В 1926 году была создана объединённая многоотраслевая артель имени Кирова. В состав артели вошли мелкие кустарные хозяйства по производству простой кожи и юхты, одиночки-кустари и ездовые со своими экипажами. В 1931 году в артели созданы портняжный и сапожный отделы.
Путем расширения кооперативной и государственной торговли в 1927 году частный сектор свелся к минимуму. Вместо трактира построили столовую, буфет. В 1925 году закончили строить новое помещение больницы. До этого она размещалась в простой крестьянской избе. В 1926 году построили ветлечебницу, а в 1927 году уже работала новая еврейская семилетняя школа. В том же году начаты восстановительные работы на спиртзаводе и в 1928 году спиртзавод дал первую продукцию.
В 1929 году создано два общества по совместному возделыванию земли. В следующем году на их базе создали 2 артели: имени Ленина и имени Дзержинского. Во время их создания крестьян принуждали вступать в колхоз силой. Того, кто отказывался, ждали арест и раскулачивание. Сохранилось более 90 актов обобществления имущества, датированных 1930-1931 гг., которые свидетельствуют, что во время массовой коллективизации в колхоз объединились люди совершенно разного имущественного положения. Это приводило к равнодушному отношению к общественному имуществу и, как следствие, к низкой производительности труда (4-5 центнеров с гектара). В то же время государство ставило перед членами артели непосильную задачу по продаже хлеба. Например, от 12 декабря 1931 года районное руководство утвердило план отгрузить 1500 пудов зерна. Это привело к массовому голоду — село пострадало от Голодомора 1932-1933 годов.
В 1937 году от массовых репрессий в селе пострадали 112 человек.
Во время Великой Отечественной войны с 1941 по 1944 года жители Аннополя находились под оккупацией немецко-фашистских захватчиков. В результате проводимой руководством гитлеровской Германии политики,  еврейское население  местечка Аннополь в 1941—1942 годах было полностью уничтожено.
В 2015 году село Аннополь стало административным центром Аннопольской громады.
С июля 2020 года, территориально входит в состав Шепетовского района.
Население по переписи 2001 года составляло 860 человек.

## Памятники культуры
Святомихайловская церковь, сооруженная в 1778 году за счет магната Антония Яблоновского;

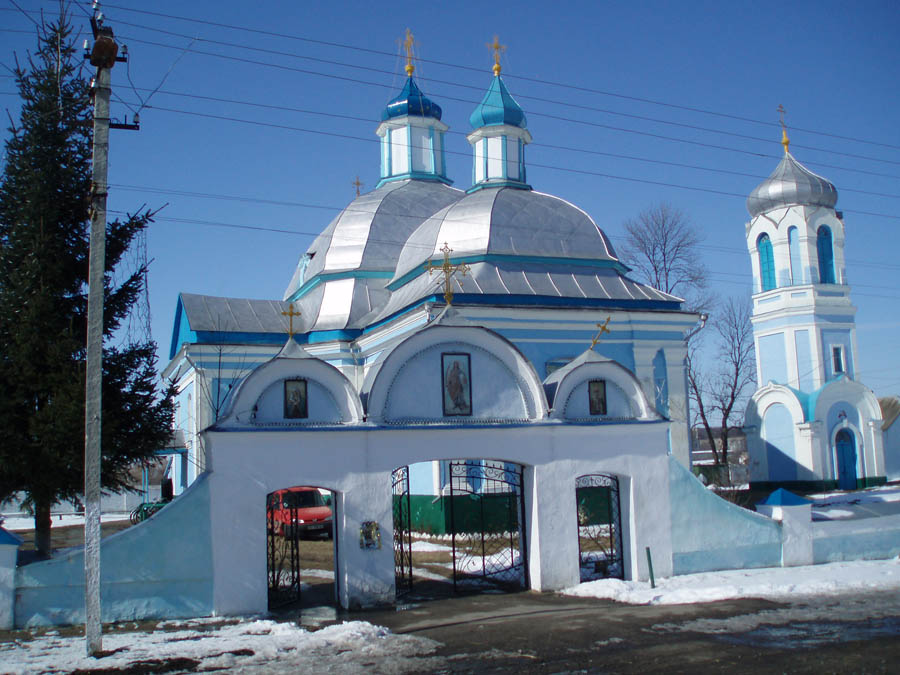
Аннопольская православная церковь

руины Аннопольского дворца, который был перестроен из замка около 1759 года;
греко-католическое распятие Иисуса Христа.
Аннопольский парк — парк-памятник садово-паркового искусства.

## Кладбища
На северной окраине села расположен католическое кладбище, на котором есть надгробные памятники начала XIX века. В центре кладбища стоит ограждена статуя Матери Божьей, у которой пока не было построено помещение часовни, проходили службы, которые служили ксендзы, что их приглашали местные католики из Полонского костела. В старой части кладбища размещены склепы, старинные захоронения богатых людей. За годы советской власти они были ограблены и разбиты.
К юго-востоку от села расположено православное кладбище. Самое первое сохранившееся каменное надгробие датировано 1870 годом.
На восточной окраине села, на левом берегу реки Жарихи, есть старинное еврейское кладбище, где похоронены выдающиеся деятели хасидского движения, в том числе Дов Бер.

## Образование
История Аннопольской школы начинается с 1804 года. Сначала это было Аннопольское приходское одноклассное училище, размещеное в частном доме. На его содержание из казны уходило 515 руб. 90 коп., 131 кр. 70 коп. от общины, 2 руб. — пожертвования, 1 руб. 50 коп. - от платы за обучение, 64 руб. 63 коп. - другие источники. Законоучителем православного вероисповедания был Иларион Филиппович Рженецкий. Пению учил Даниил Панфилович Златковский, который создал церковный хор в составе 16 детей и 14 взрослых.
При училище содержалось 3,5 десятины земли на которой разведены садик, пасека и огород.
В 1838 году в Аннополь перевели Острожское уездное и приходское училище с четырьмя классами. А 20 сентября 1886 года открыли трехклассную церковно-приходскую школу грамотности. Обучение продолжалось с 1 сентября по 1 мая.
В 1912 году школа переместилась в помещение старой библиотеки и начала носить название «3-Классная церковно-приходская». После Октябрьского переворота в этом помещении поляки сделали костел, а начальная школа переместилась в бывшую хату сельского священника, а 5-7 классы находились в помещении современной школы возле почтового отделения села Аннополь. С 1935 года ученики начинают обучение в Аннопольской средней школе. В селе также была еврейская школа, которая находилась возле школьной библиотеки. А в 1938 году она объединилась с украинской школой, многие учителя которой были евреи. Тогда школу возглавлял Иван Николаевич Стрелец, преподаватель физики.
В годы Великой Отечественной войны школа почти не работала, за исключением некоторых начальных классов. Тогда её директором был. Н. Перловський. После освобождения от немецко-фашистских оккупантов, в феврале 1944 года открылась Аннопольская семилетняя школа. Первым её директором стала Дзязкина, а зав. учебной частью — Юрчук. В 1945 году директором школы стал А. А. Гасюк. В том же году был первый выпуск Аннопольской семилетней школы. В школе учились ученики из многих окрестных сел Ивановки, Перемышля, Пузырок, Жукова, Клепачей, Довжек.
Далее директорами Аннопольской школы были:
1954-57 — М. А. Морозюк
1957-74 — С. И. Задорожный
1974-78 — И. О. Лукащук
1974-78 — А. А. Семенюк
1979-82 — Т. И. Артемова
1982-93 — В. М. Дмитрук
1993 — О. В. Петерчук
На сегодня директором "Аннопольского учебно-воспитательного комплекса  I-III ступеней" является Лариса Анатольевна Самчук.

## Известные уроженцы
1. Ивана Степанович Андрощук (1911—1998) — участник Великой Отечественной войны, Герой Советского Союза (1945).
2. Павел Васильевич Сыщук (1904—?) — участник Великой Отечественной войны, красноармеец. Награждён орденом Славы 3-й степени.
3. Емельян Фёдорович Сыщук (1913—1944) — участник Великой Отечественной войны,  советский военачальник, полковник. Посмертно награждён орденом Отечественной войны 1-й степени. Похоронен с воинскими почестями в Сквере Памяти Героев, в некрополе у Смоленской крепостной стены.
4. Ефим Зусевич Анапольский (1919—?)  — участник Великой Отечественной войны, старший лейтенант. Награждён медалью "За боевые заслуги" и орденом Красной Звезды.

## Экономика
- спиртзавод[12]

## Местный совет
30030, Хмельницкая обл., Славутский р-н, с. Аннополь